# Muzeum Warszawskiej Pragi

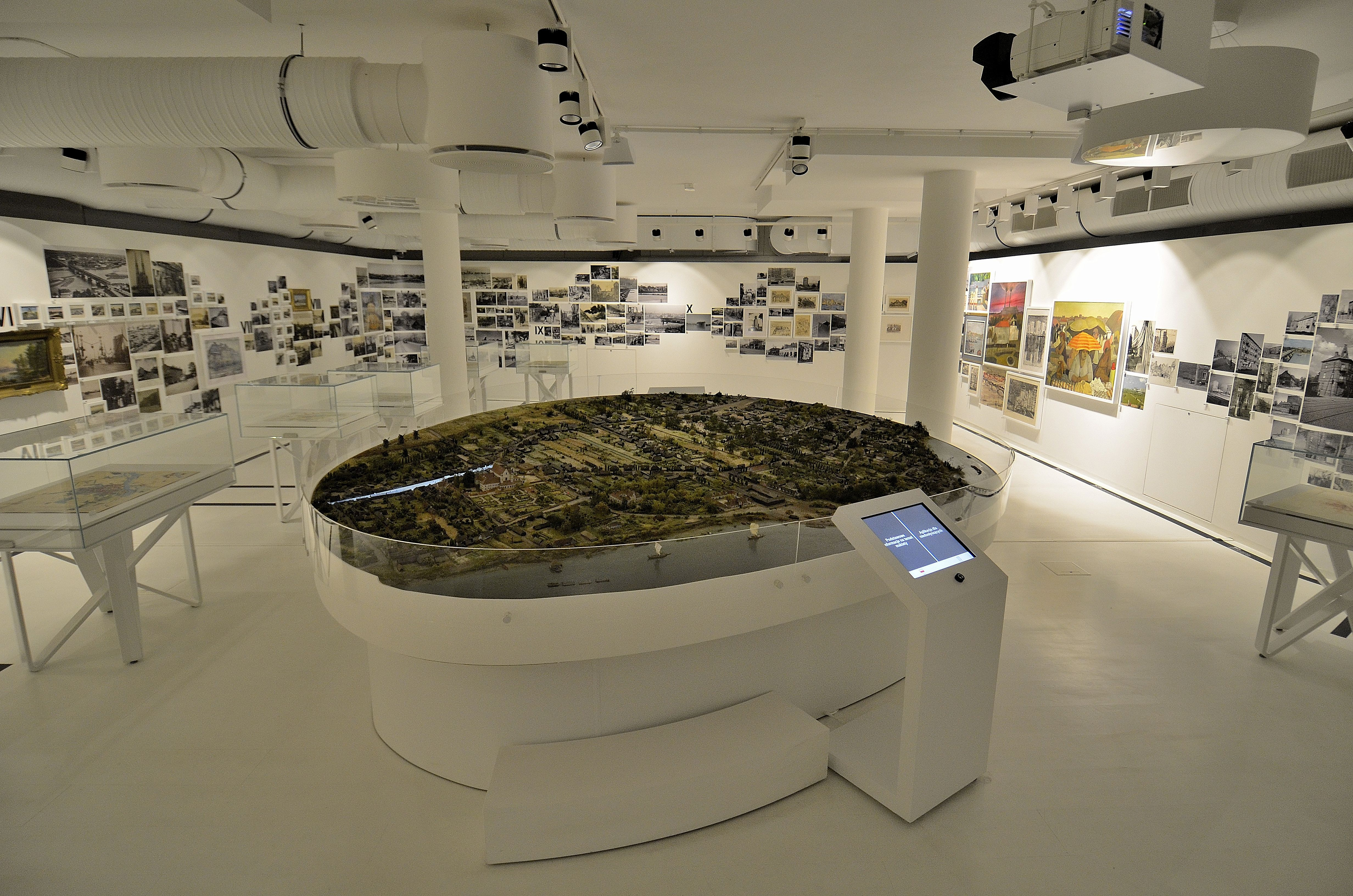
Sala Historii Pragi

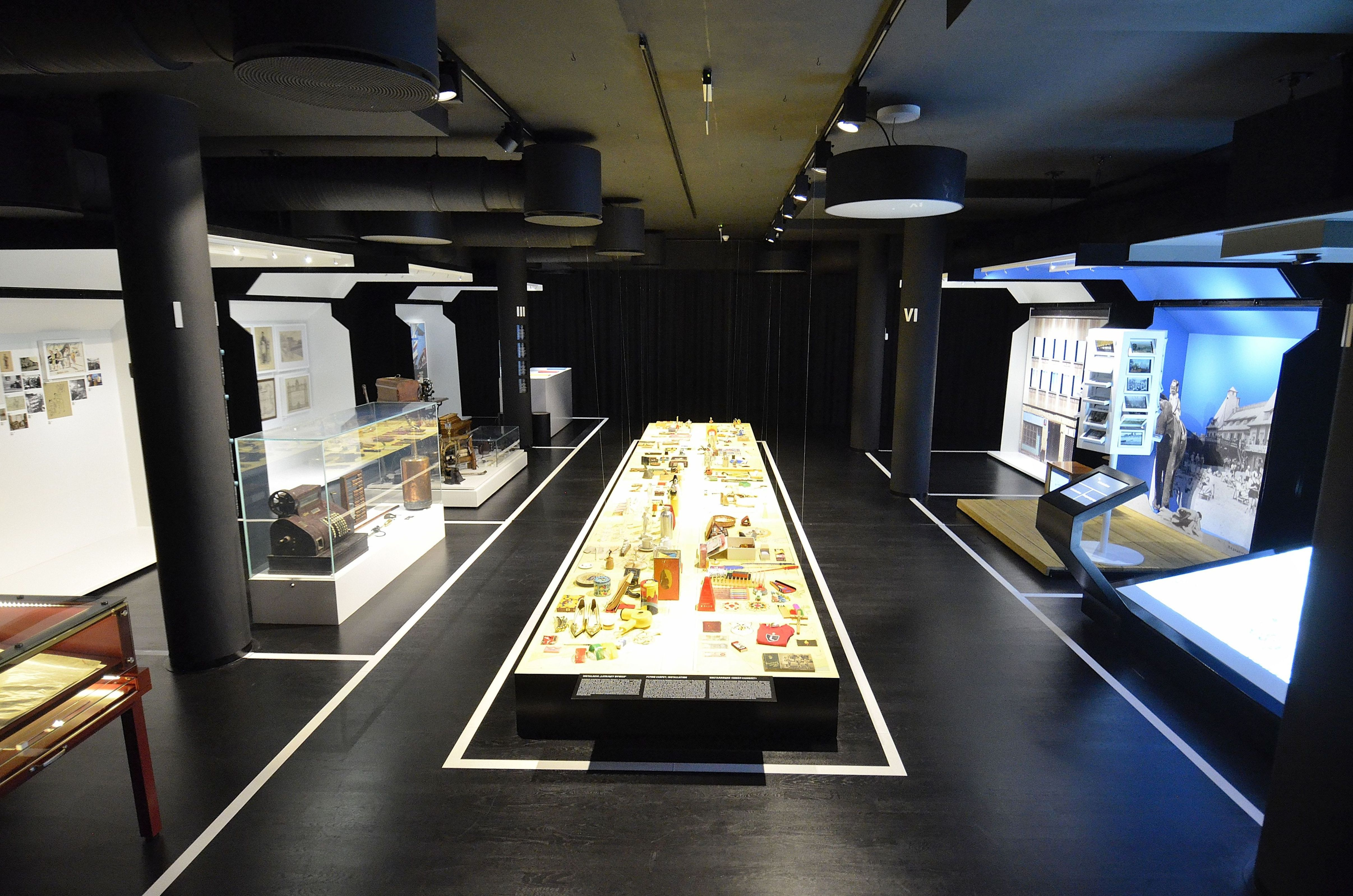
Sala Targu Praskiego

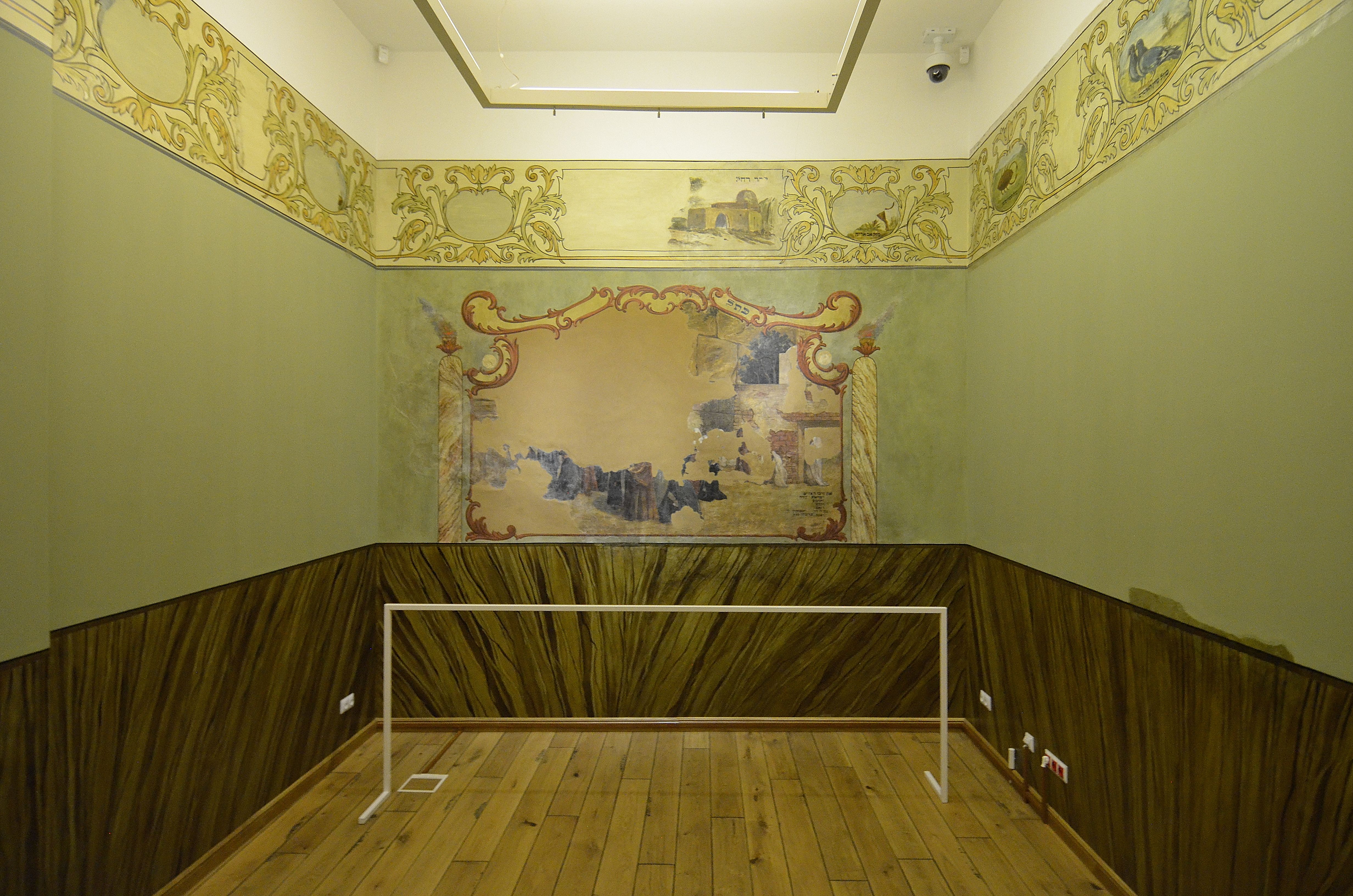
Modlitewnia żydowska – Sala Zachodnia

Muzeum Warszawskiej Pragi – muzeum w Warszawie poświęcone Pradze – prawobrzeżnej części miasta – i jej dziedzictwu. Jest oddziałem Muzeum Warszawy.

## Opis
O potrzebie stworzenia Muzeum Pragi, zachowania jej ginących pamiątek, mówiono od dawna. Istniały różne pomysły docelowej lokalizacji muzeum – miało ono powstać w pałacyku Ksawerego Konopackiego przy ul. Strzeleckiej 11/13 na Nowej Pradze lub w Warszawskiej Wytwórni Wódek Koneser przy ul. Ząbkowskiej. Ostatecznie zdecydowano, że muzeum będzie się mieścić w zespole trzech zabytkowych kamienic przy ul. Targowej 50/52, obok Bazaru Różyckiego. Jedna z nich – dom Rothblitha – jest najstarszym zachowanym murowanym domem mieszkalnym na Pradze. W oficynie odkryto w 1996 fragmenty malowideł ściennych zdobiących przed wojną żydowski dom modlitwy. Unikatowe polichromie przedstawiają znaki Zodiaku, żydów modlących się przy Ścianie Płaczu i grób Racheli w Betlejem. Są to prawdopodobnie jedyne tego rodzaju malowidła zachowane na Mazowszu.
Muzeum utworzono w 2007. Jego tymczasową siedzibę zlokalizowano początkowo przy ul. Targowej 45, a następnie ul. Ząbkowskiej 23/25. Tam prowadzono zbiórkę praskich pamiątek – przyszłych eksponatów: m.in. fotografii, przedmiotów codziennego użytku, strojów, zabawek, mebli – oraz nagranych wypowiedzi prażan („Archiwum Historii Mówionej”). Muzeum organizowało wystawy czasowe na terenie Warszawskiej Wytwórni Wódek „Koneser”, prezentowało się też okazjonalnie np. podczas Nocy Muzeów i Praskich Spotkań z Kulturą.
Muzeum Pragi planowano otworzyć w 2010, jednak wskutek zmniejszenia środków w budżecie miasta umowę z Mostostalem na budowę muzeum zawarto dopiero w czerwcu 2010, a termin uruchomienia placówki kilkakrotnie przekładano: na rok 2011, 2012, 2013 i 2014. Inwestycja okazała się dużo bardziej skomplikowana i o kilkanaście procent droższa niż pierwotnie przewidywano, stan techniczny kamienic był gorszy, a w trakcie budowy obok nich odkryto XVIII-wieczne piwnice – konieczne były zmiany projektu i wykonanie dodatkowych prac.
W kamienicach zachowano wyłącznie mury, a w środku zbudowano metalowe konstrukcje ze stropami opartymi na słupach. Połączono trzy kamienice, ale zachowano różne poziomy podłóg. Znalazły się w nich m.in. ekspozycje muzealne, sala edukacji interaktywnej i historii mówionej oraz kawiarnia; w skład muzeum wszedł też dom modlitwy oraz nowy budynek z salą projekcyjną.
W 2013 wykonano makietę Pragi końca XVIII wieku. Trzykrotnie, w 2012 i 2013 ogłaszano konkurs na opracowanie koncepcji plastyczno-przestrzennej ekspozycji stałej muzeum, jego ostateczne rozstrzygnięcie nastąpiło w grudniu 2013. Zwycięski projekt wzbudził kontrowersje – oceniano go jako nowatorski, świeży w formie i estetyce, z drugiej strony krytykowano za powielanie stereotypów i schematyzm w prezentowaniu praskiej społeczności i folkloru, eksponowanie patologii społecznych, a nawet ignorancję w odniesieniu do historii tej części Warszawy.
Muzeum ze stałą ekspozycją zostało otwarte dla zwiedzających 19 września 2015.

### Ekspozycja
- Sala Historii Pragi
- Sala Targu Praskiego
- Sala Wystaw Czasowych
- Praskie Świadectwa + Praskie Kultury
- Modlitewnie żydowskie (Sala Wschodnia i Sala Zachodnia)

## Działalność
Muzeum Warszawskiej Pragi organizuje wystawy z bezpłatnym oprowadzaniem w wybranych terminach, warsztaty dla dzieci, spacery po dzielnicy, przeglądy kulturalne i spektakle teatralne, festiwale (m.in. festiwal rzemiosła z targami produktów rzemieślniczych) i konferencje. Mimo to niektóre jego działania i wystawa stała wzbudzają kontrowersje. W maju 2016 Rada Dzielnicy Praga-Północ przyjęła stanowisko, w którym stwierdziła: W ocenie mieszkańców dzielnicy Muzeum Warszawskiej Pragi nie spełniło ich nadziei o placówce, która godnie będzie reprezentować historię i tożsamość tej części Warszawy. Wystawa stała Muzeum pomija wiele faktów, przez co historia prawego brzegu Warszawy staje się nieczytelna i uboga. Radni wskazali na potrzebę większego włączenia się Muzeum w działania na rzecz ratowania przed zniszczeniem i zapomnieniem dziedzictwa kulturowego i architektonicznego Pragi, do organizacji uroczystości upamiętniających najważniejsze praskie wydarzenia historyczne oraz innych uroczystości o charakterze społeczno-kulturalnym, a także do zwiększenia aktywności w życiu kulturalnym dzielnicy.